# 阿拉斯加黑魚
阿拉斯加黑魚為輻鰭魚綱狗魚目泥狗魚科的其中一種，分布於美國阿拉斯加、白令島、加拿大育空地方及俄羅斯西伯利亞東北部的淡水流域。本魚體短，鼻部扁平，體為暗綠色或褐色，背鰭軟條10-14枚;臀鰭軟條12-16枚，體長可達33公分。棲息在植物生長茂盛的池塘、沼澤或小溪，繁殖期在春季，秋季時會遷徙到較深水域，屬肉食性，可作為食用魚或觀賞魚。